# 雋州
雋州（しゅんしゅう）は、中国にかつて存在した州。現在の湖北省咸寧市に設置された。
554年（承聖3年）、南朝梁により設置された。563年（天嘉4年）、南朝陳により廃止され、その管轄区域は郢州に移管された。

## 下部行政区画
- 上雋郡
  - 下雋県
  - 楽化県
  - 蒲圻県
  - 沙陽県